# Hans Schlitter
Hans Schlitter (* 8. März 1859 in Vicenza; † 9. Mai 1945 in Wien; auch Hanns Schlitter und Johann Schlitter) war ein österreichischer Historiker und Archivar.

## Leben und Wirken
Hans Schlitter studierte seit 1879 Geschichte und Philosophie an der Universität Wien und promovierte dort 1885 zum Dr. phil. Bereits seit 1884 war er, zunächst als Voluntär beim Haus-, Hof- und Staatsarchiv in Wien, im Archivdienst tätig. Diese Tätigkeit übte er bis 1918 bzw. 1919 aus, zuletzt als Sektionschef. Im Jahre 1913 wurde er zum Hofrat, Direktor und Vorstand ernannt. Seit 1916 war er Mitglied des Archivrates. Seit 1903 bzw. 1904 lehrte er nach seiner Habilitation außerdem als Privatdozent für Neuere Geschichte an der Universität Wien und der Technischen Hochschule Wien.
Schlitter legte zahlreiche Quelleneditionen und Darstellungen zur österreichischen Geschichte vor.
Im Dezember 1912 wurde er zum assoziierten Mitglied der Königlichen Akademie der Wissenschaften und Schönen Künste von Belgien gewählt.

## Schriften
- Die Beziehungen Österreichs zu Amerika. T. 1: Beziehungen zu den Vereinigten Staaten (1778–1787). Innsbruck 1885 (Dissertation Universität Wien).

- (Hrsg.): Die Berichte des Kais. Kön. Commissärs Bartholomäus Freiherrn von Stürmer aus St. Helena zur Zeit der dortigen Internirung Napoleon Bonaparte's 1816–1818. Gerold, Wien 1886.

- Kaiser Franz I. und die Napoleoniden. Vom Sturze Napoleons bis zu dessen Tode; aus Schriftstücken des K. und K. Haus-, Hof- und Staatsarchivs. Gerold, Wien 1888.
- (Hrsg.): Die Berichte des ersten Agenten Österreichs in den Vereinigten Staaten von Amerika Baron de Beelen-Bertholff  an die Regierung der österreichischen Niederlande in Brüssel 1784–1789 (= Fontes rerum Austriacarum, Abt. 2,45,2). Tempsky, Wien 1891, S. 226–890.

- Die Reise des Papstes Pius VI. nach Wien und sein Aufenthalt daselbst. Ein Beitrag zur Geschichte der Beziehungen Josef II. zur römischen Curie (= Fontes rerum Austriacaru, Abt. 2, 47,1). Gerold, Wien 1892.

- Pius VI. und Josef II. Von der Rückkehr des Papstes nach Rom bis zum Abschlusse des Concordats;  ein Beitrag zur Geschichte der Beziehungen Josefs II. zur römischen Curie von 1782 bis 1784 (= Fontes rerum Austriacarum, Abt. 2, 47,2). Gerold, Wien 1894.

- (Hrsg.): Briefe der Erzherzogin Marie Christine, Statthalterin der Niederlande, an Leopold II. (= Fontes rerum Austriacarum, Abt. 2, 48,1). Gerold, Wien 1896.

- (Hrsg.): Kaunitz, Philipp Cobenzl und Spielmann. Ihr Briefwechsel (1779–1792). Holzhausen, Wien 1899.

- (Hrsg.): Briefe und Denkschriften zur Vorgeschichte der belgischen Revolution. Holzhausen, Wien 1900.

- Die Regierung Josefs II. in den österreichischen Niederlanden. T. 1. Holzhausen, Wien 1900.
- Die Zurückstellung der von den Franzosen i. J. 1809 aus Wien entführten Archive, Bibliotheken und Kunstsammlungen. In: Mitteilungen des Instituts für Österreichische Geschichte, Bd. 22 (1901), S. 108–122.

- (Hrsg.): Geheime Correspondenz Josephs II. mit seinem Minister in den österreichischen Niederlanden Ferdinand Grafen Trautmannsdorff 1787–1789. Holzhausen, Wien 1902.
- (Hrsg., mit Johann-Josef Khevenhüller-Metsch): Aus der Zeit Maria Theresias. Tagebuch des Fürsten Johann Josef Khevenhüller-Metsch. Sieben Bände. Engelmann, Leipzig 1907–1925.
- (mit Richard Kralik): Wien. Geschichte der Kaiserstadt und ihrer Kultur. Holzhausen, Wien 1912.

- Aus der Regierungszeit Kaiser Franz Joseph I. Holzhausen, Wien 1919.

- Aus Österreichs Vormärz. Vier Teile. Amalthea, Wien 1920

- Gründung der Kaiserlichen Akademie der Wissenschaften. Ein Beitrag zur Geschichte des vormärzlichen Österreichs. Hölder, Wien 1921.